# Centro histórico de Durango
El centro histórico de Durango es la zona de monumentos históricos de la ciudad de Victoria de Durango en el estado homónimo en México, declarado por el Instituto Nacional de Antropología e Historia (INAH). A su vez también fue declarado por la UNESCO como parte del Camino Real de Tierra Adentro, que fue reconocido como Patrimonio de la Humanidad en 2010.
En esta área se encuentran edificaciones de estilo colonial, neoclásico, barroco y neogótico abarcando una área de 1.75 kilómetros cuadrados formada por ciento cuarenta y dos manzanas que comprenden alrededor de 747 edificios construidos desde la fundación de la ciudad hasta el siglo XIX convirtiéndose así en el centro histórico más grande del norte de México.
Entre los edificios que destacan están la Catedral de la Inmaculada Concepción, los Templos de San Juan Bautista de Analco, Santa Ana o San Juan de los Lagos en el ámbito religioso.
También se incluyen inmuebles de fines educativos y asistenciales como la Casa del Conde del Valle de Súchil, la Sede del Poder Judicial, el Instituto Juárez o la Estación del Ferrocarril, así como parques y plazas como la Alameda o Jardín Bravo, las Plaza Principal, Jardín Victoria, el cerro de los Remedios y el Cerro del Calvario actualmente unidos por un teleférico.
La zona de monumentos históricos de Durango fue decretada y aprobada por el expresidente José López Portillo el 26 de julio de 1982 y puesta en vigor de acuerdo a su publicación en el Diario Oficial de la Federación el 13 de agosto de 1982. En el año 2010 toda la zona centro de la ciudad fue sometida a rehabilitación como parte del proceso de inscripción a la lista de patrimonio cultural de la humanidad.

## Monumentos históricos

### Declaratoria de fundación de la ciudad
- Que la Villa de Durango fue trazada en 1563 en el Valle de Guadiana y que durante la primera mitad del siglo XVII fue elevada a la categoría de Ciudad.
- Que fue un lugar determinante para la expansión territorial de la Nueva España, hacia el norte del país, fungiendo como centro de abastecimiento de los fundos mineros de la región.
- Que por otra parte, es un notable ejemplo del urbanismo de la Nueva España, donde se lograron expresiones originales en sus monumentos arquitectónicos y espacios urbanos.
- Que las características formales de la estructura urbana y su relación de espacios tal como hoy se conserva, son elocuente testimonio de excepcional valor para la historia social, política y del arte en México.

Es indispensable dentro del plan nacional de desarrollo urbano y de los planes parciales de desarrollo la protección, conservación y restauración de las expresiones urbanas y arquitectónicas relevantes que forman el patrimonio cultural del cual somos depositarios y responsables.

### Edificios religiosos
La siguiente es una lista de las construcciones que constituyen el centro histórico de Durango:
- Catedral de la Inmaculada Concepción
- Templos de San Juan Bautista de Analco
- Templo de Santa Ana
- Templo San Juan de los Lagos
- Templo de San Juan de Dios
- Templo del Sagrado Corazón de Jesús
- Templo de San José
- Templo del Perpetuo Socorro
- Templo de los Ángeles
- Conjunto Conventual de San Agustín
- Sagrario Metropolitano de San Miguel
- Santuario de Guadalupe
- Capilla de Nuestra Señora de los Remedios
- Casa del Arzobispado

### Edificios civiles
- Casa del Conde del Valle de Súchil
- Sede del Poder Judicial
- Instituto Juárez
- Estación del Ferrocarril
- Teatro Victoria
- Teatro Principal
- Hospicio de Analco
- Hospicio de Juana Villalobos

### Jardines y plazas
- Alameda
- Jardín Bravo
- Plazas principal,
- Jardín Victoria
- Jardín San Agustín
- Jardín Santa Ana
- Jardín Hidalgo
- Jardín Juárez

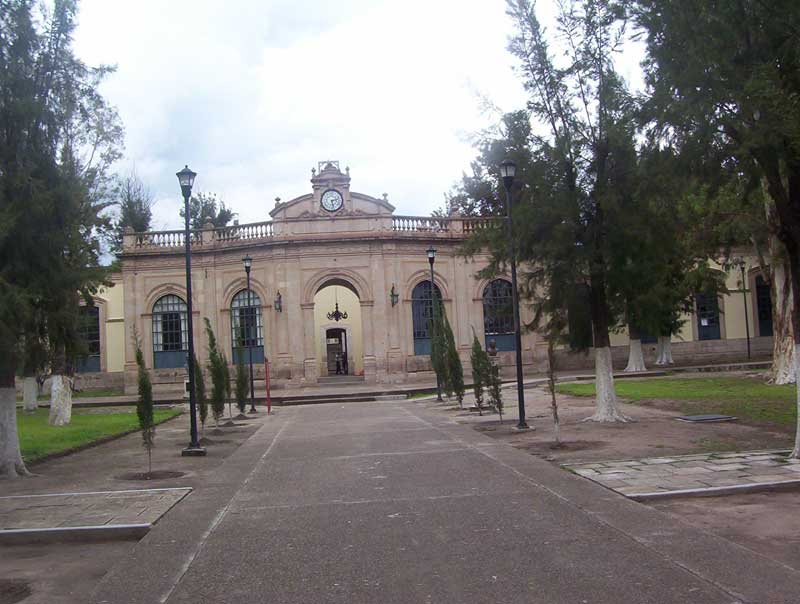
Centro Cultural y de convenciones
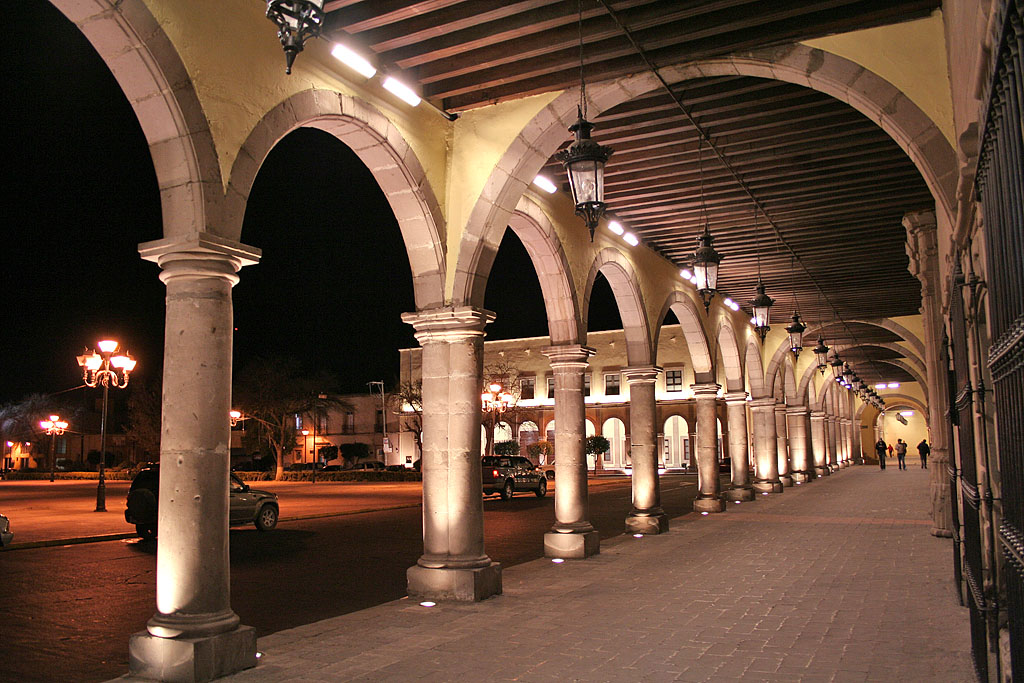
Palacio de Escarcega
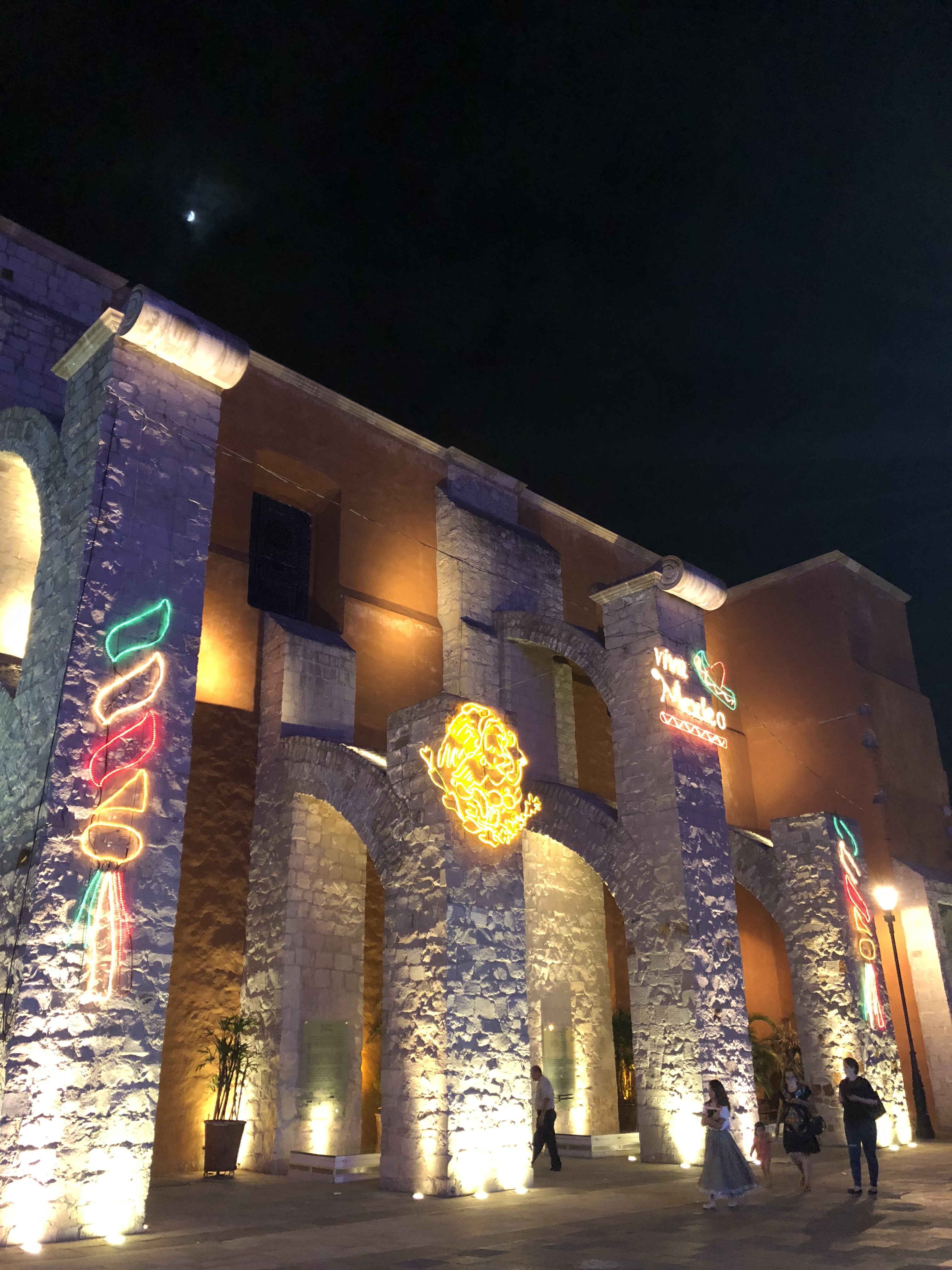
Plaza Fundadores
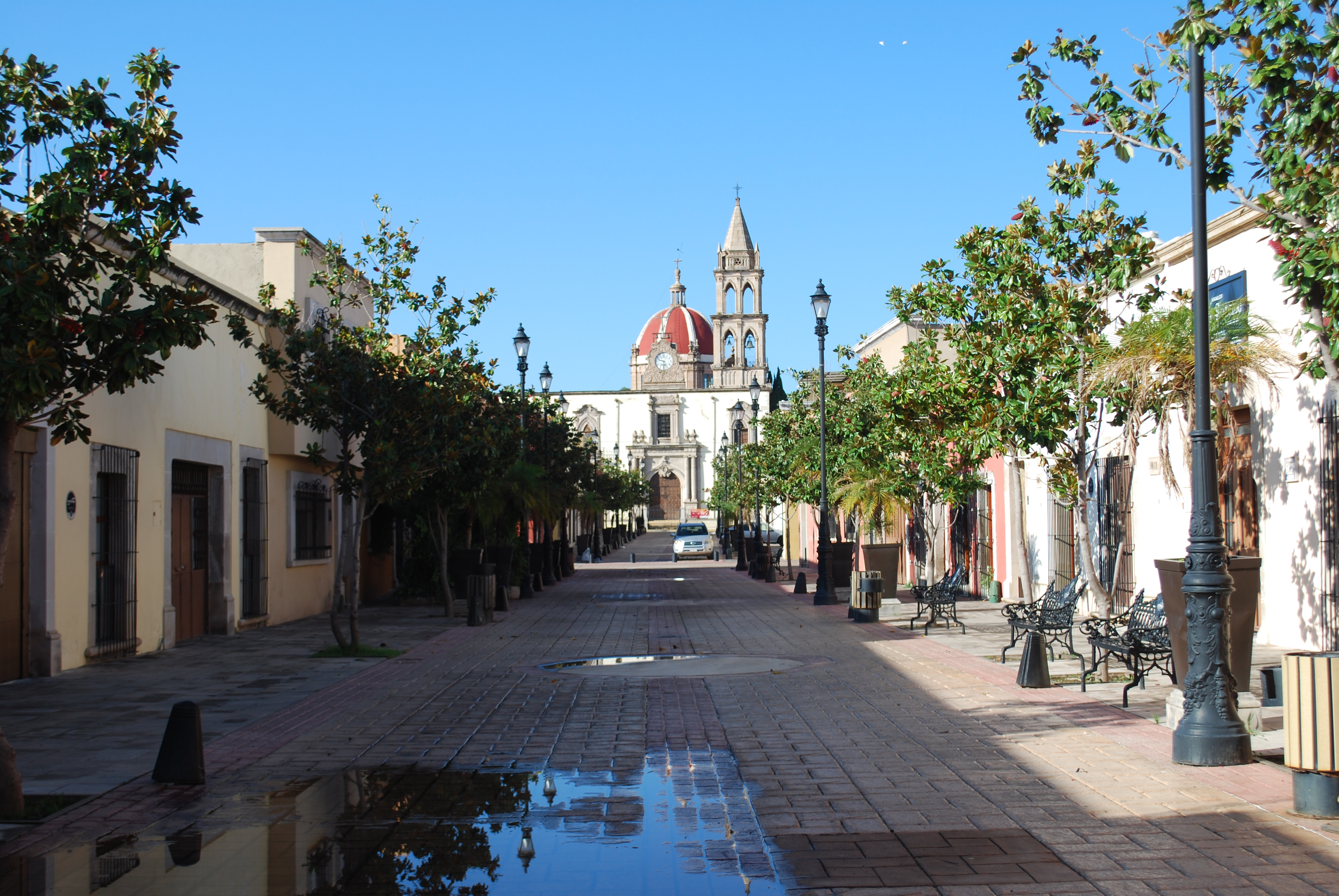
Barrio de Analco
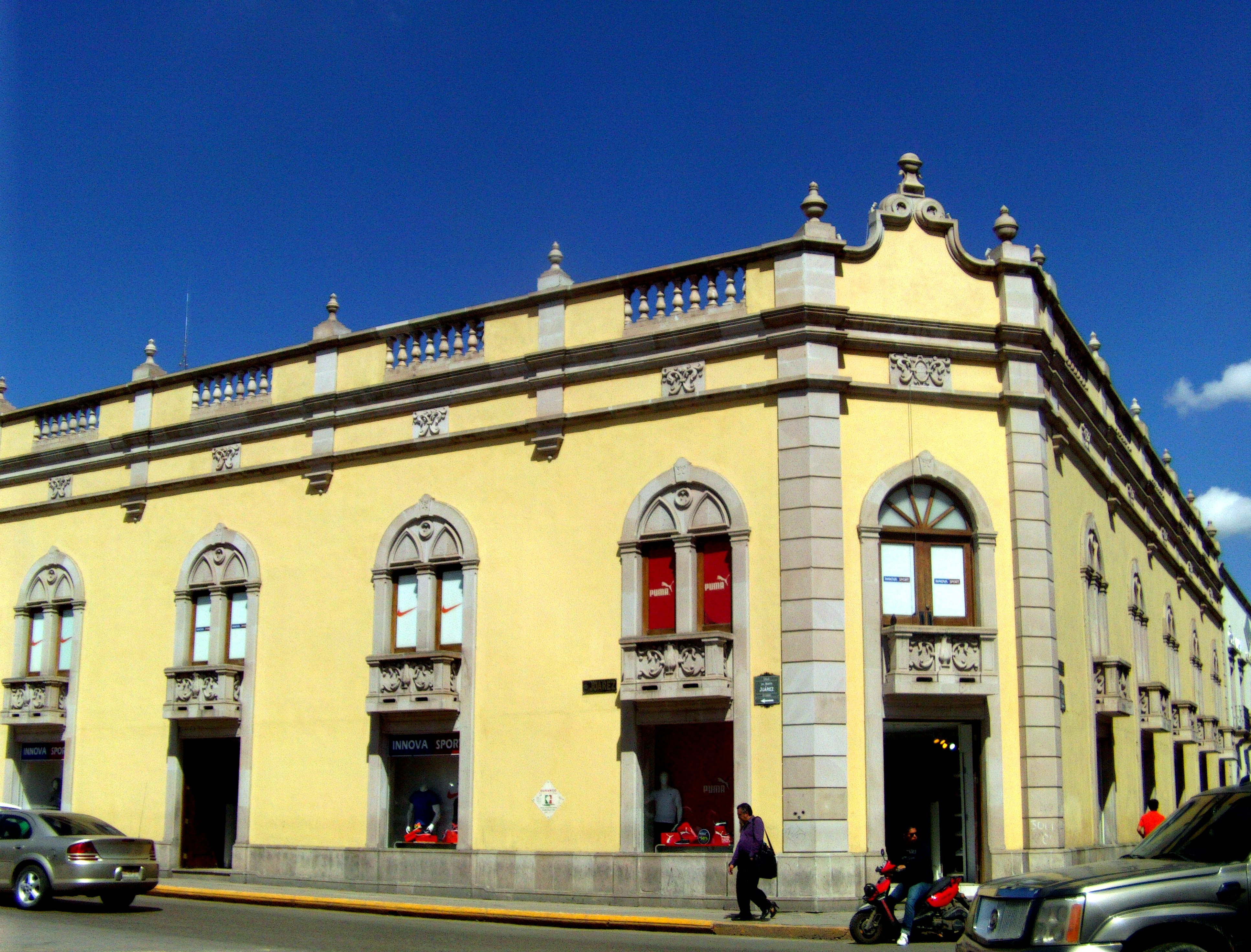
Cruce de la calle 5 de Febrero y Juárez
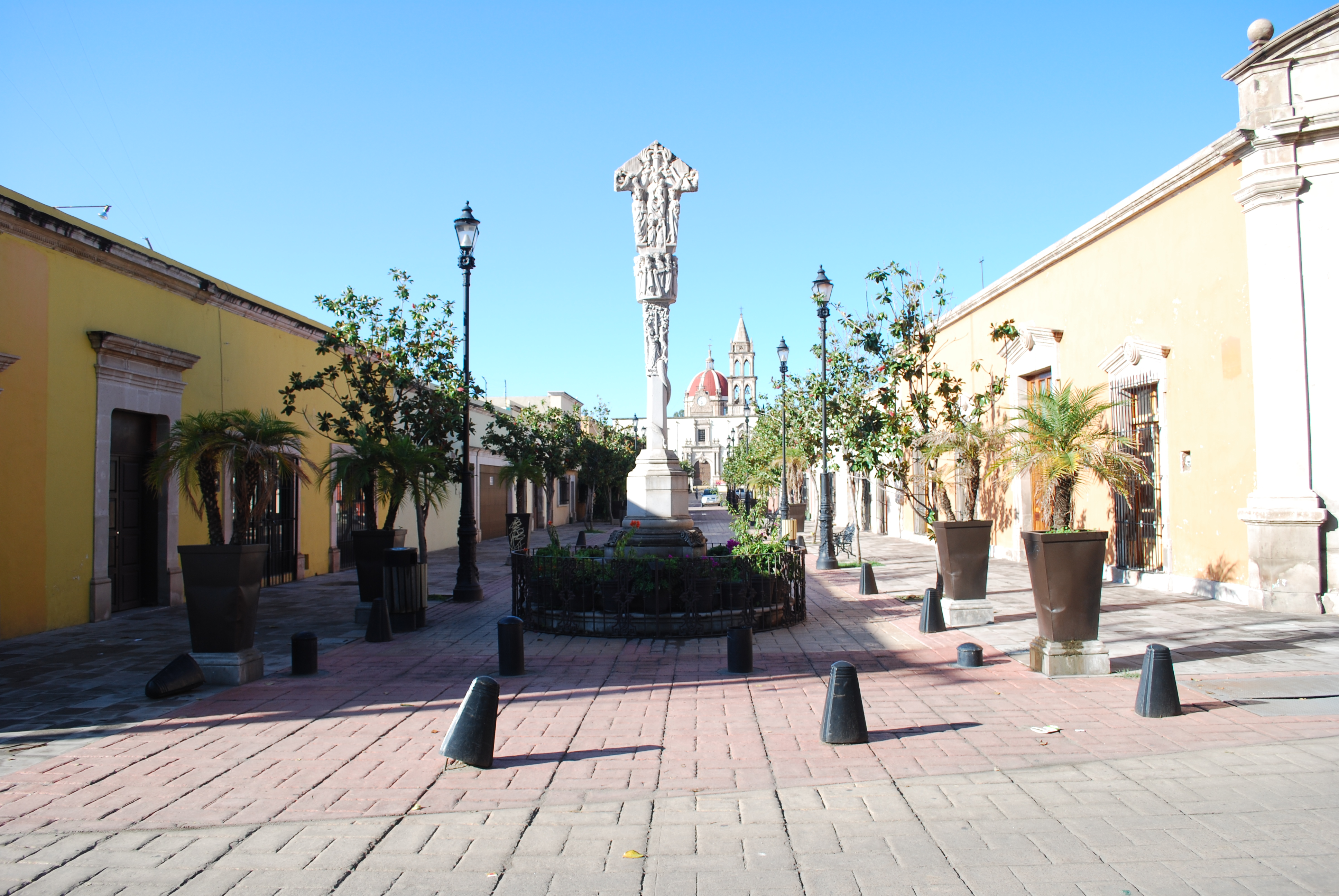
Corredor Constitución
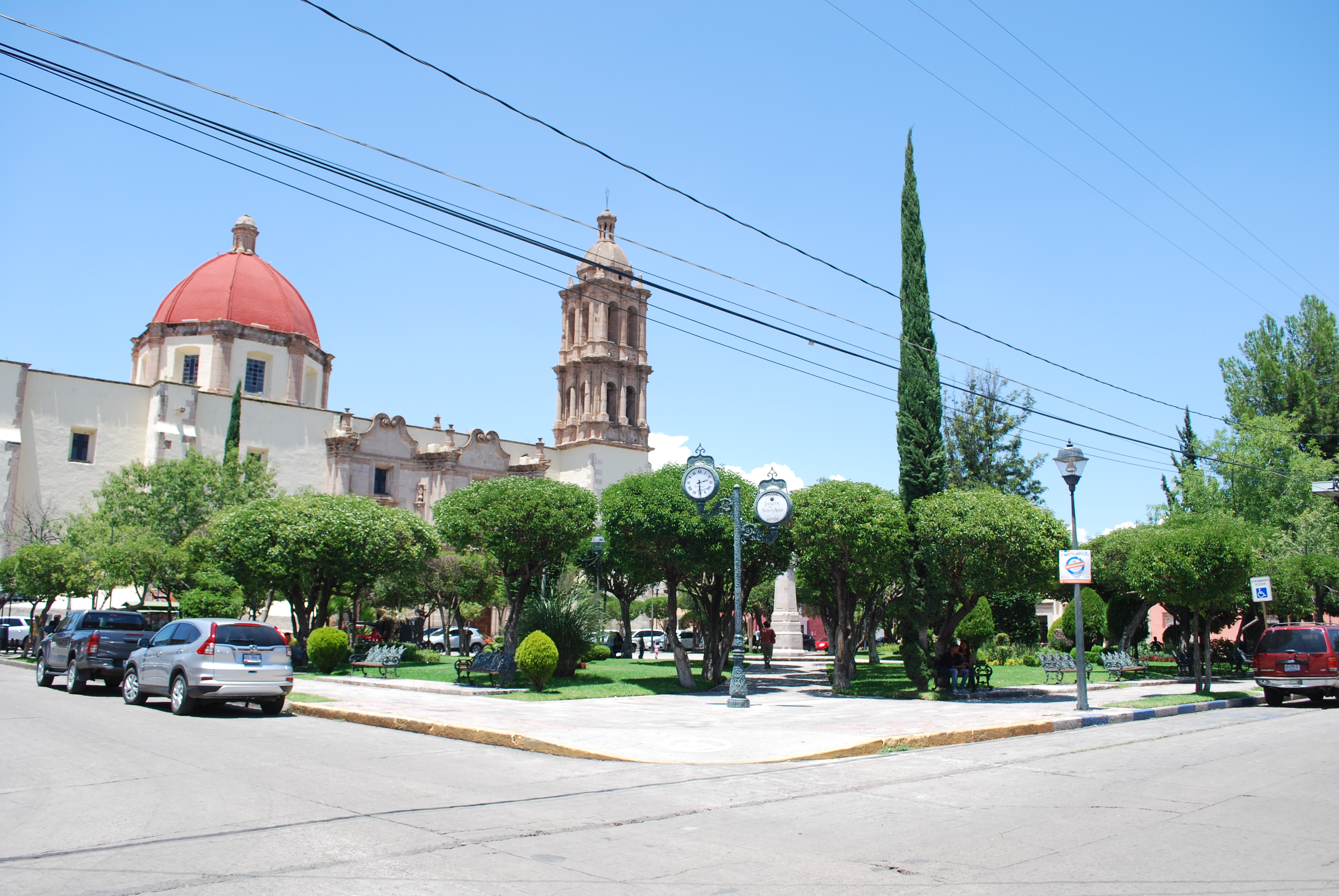
Jardin Santa Ana
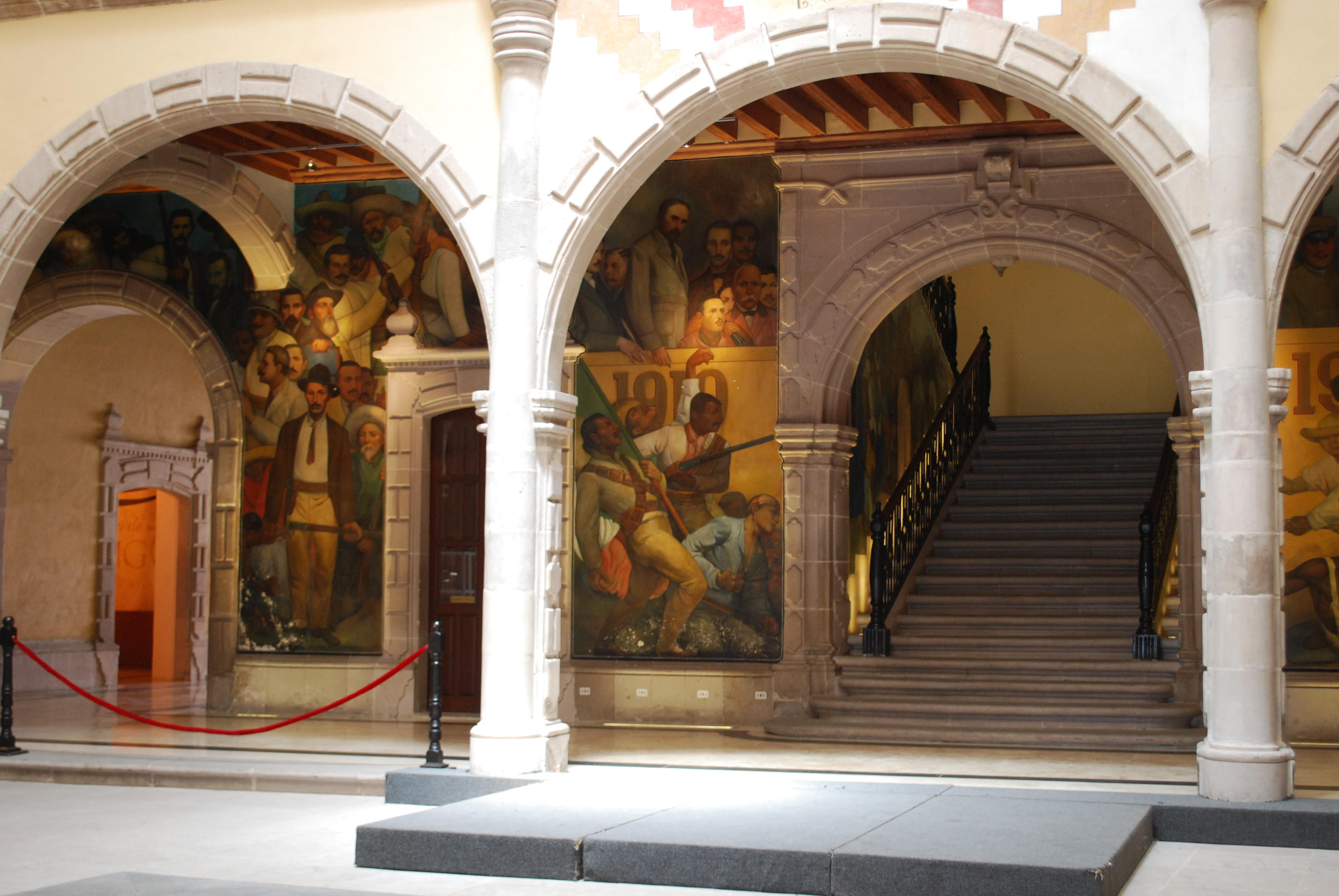
Museo Francisco Villa
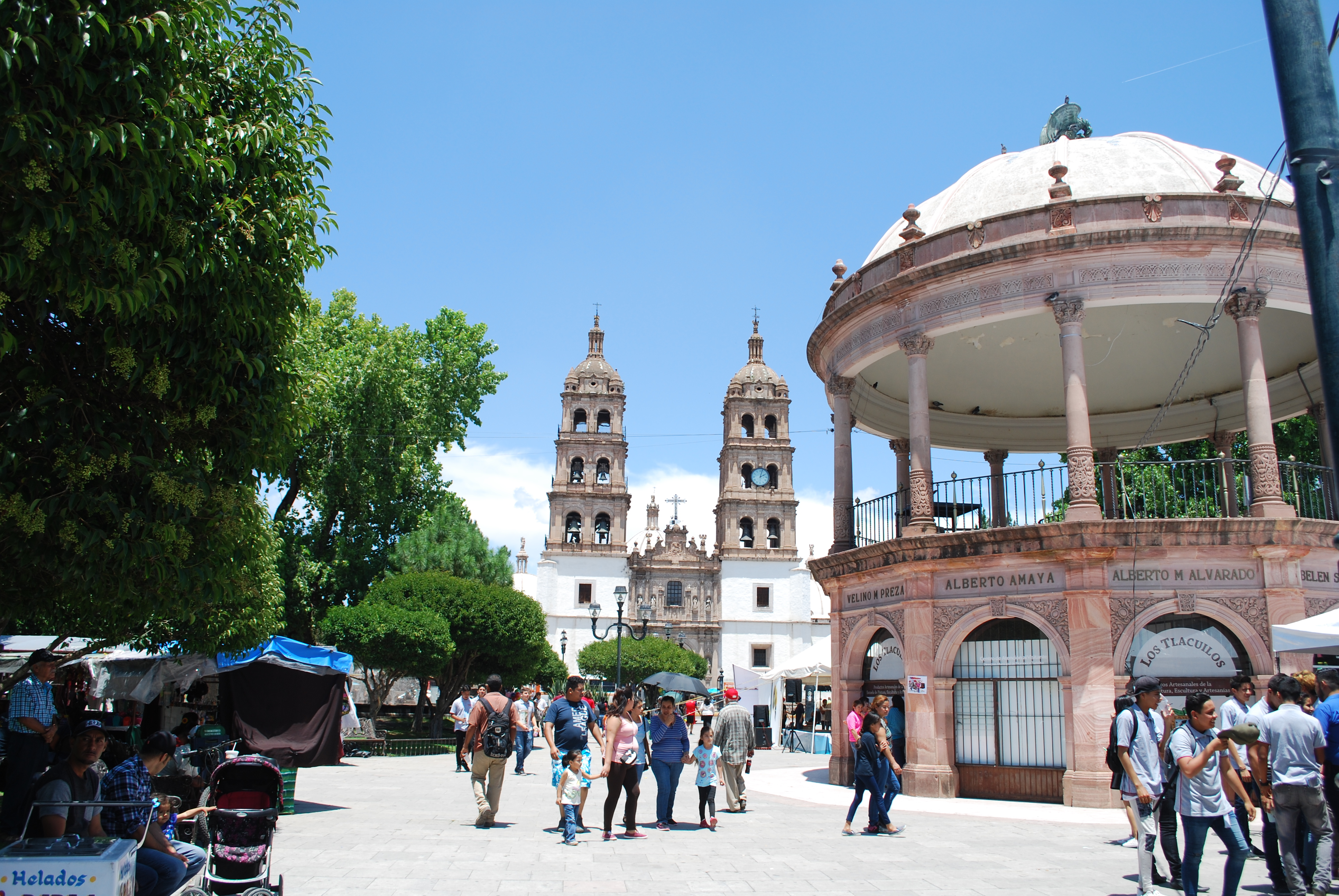
Plaza de Armas
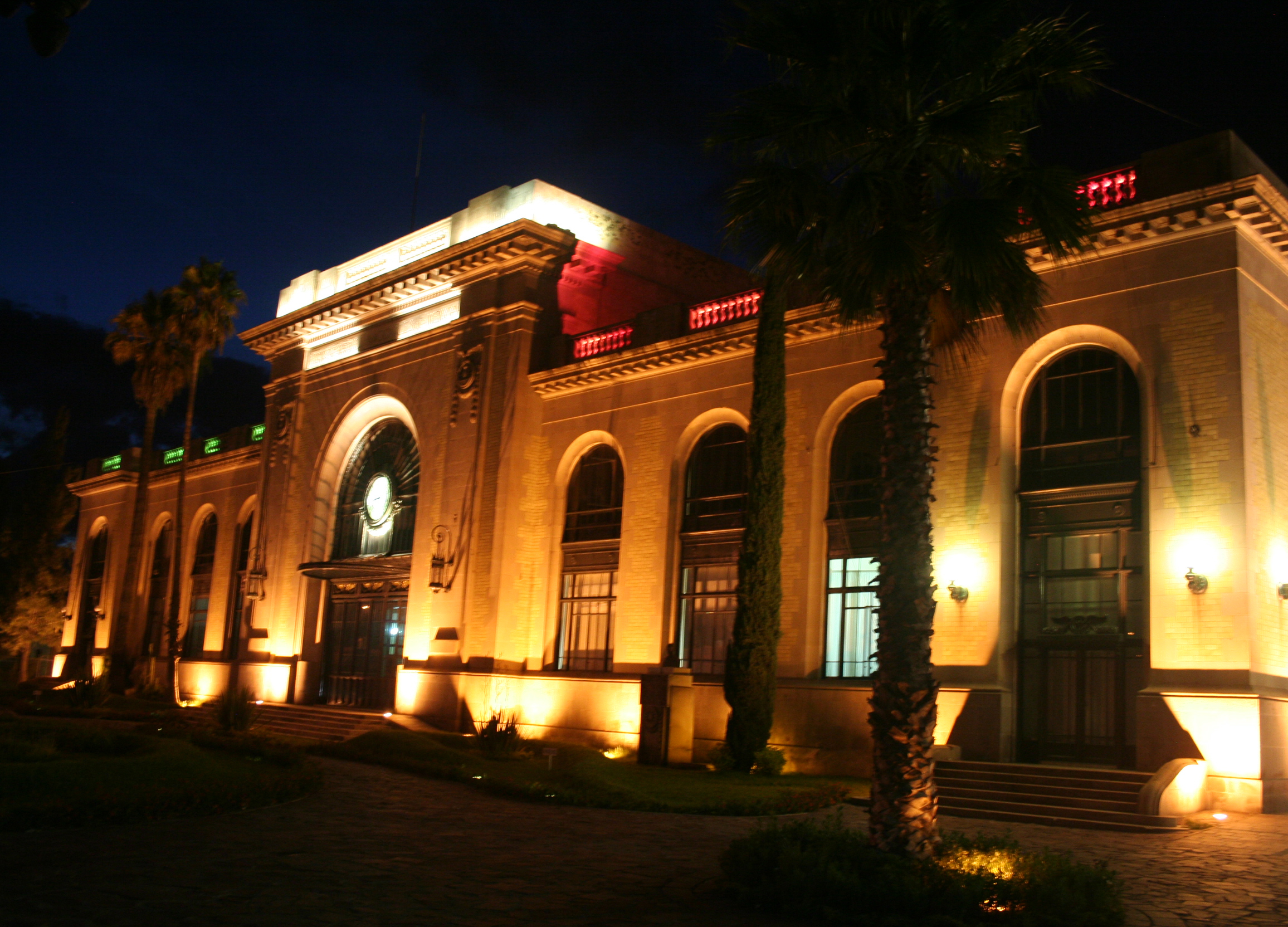
Antigua estación de ferrocarril